# Economia del Japó

Shinjuku, lo centre financer de Tòquio.

L'economia del Japó és la cinquena major a nivell mundial, després dels Estats Units, Unió Europea, República Popular de la Xina i Índia. En els anys següents a la Segona Guerra Mundial, la cooperació entre el govern i les indústries, el costum japonès del treball dur, el domini de la tecnologia i la reduïda despesa amb la defensa (1% del PIB) han portat al Japó a l'èxit econòmic del que gaudeix avui en menys de mig segle.
Els sectors estratègics de l'economia japonesa, com és àmpliament conegut, són els productes manufacturats i tecnologia, sobretot els vehicles, articles electrònics i indústria de l'acer. No obstant això l'agricultura en Japó és bastant ineficient, segons els estàndards actuals, i rep molts subsidis de l'estat. El sector de les finances està desenvolupant-se molt en l'actualitat hagut d'en gran part a la seva moneda, el ien que és la tercera més negociada després del dòlar i l'euro.

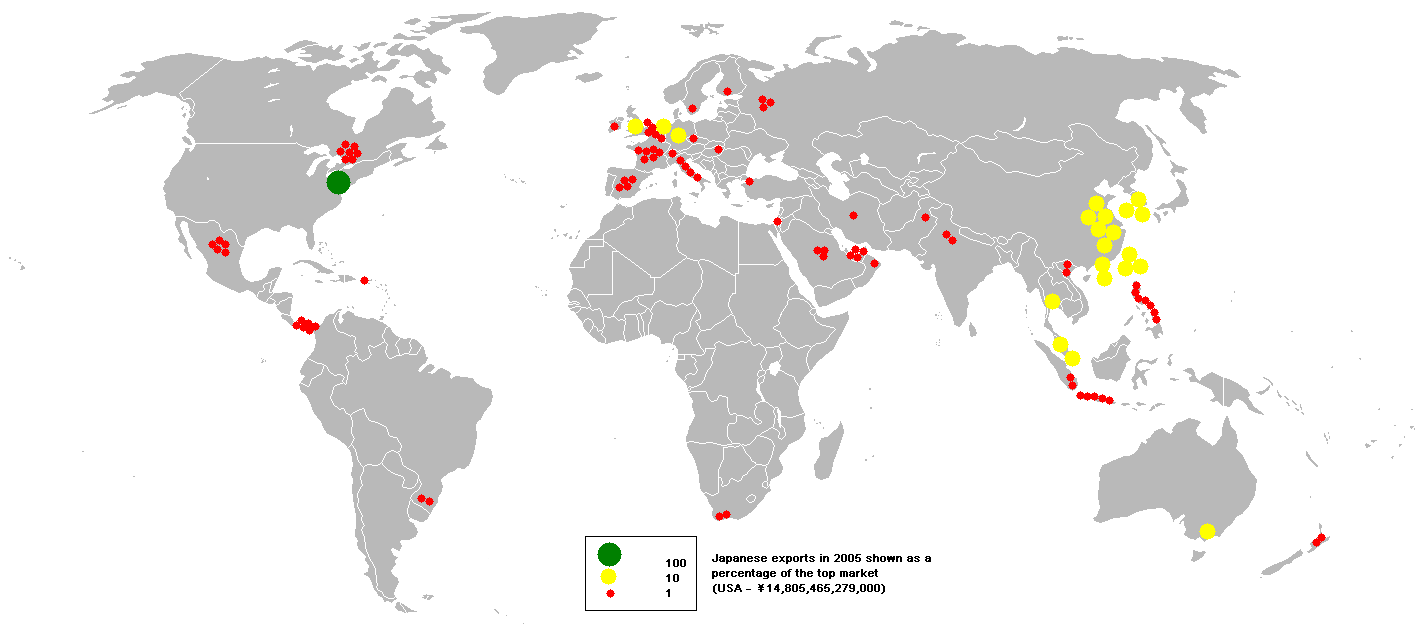
Exportacions japoneses en 2005.

Després de 40 anys d'un creixement econòmic constant i de vegades espectacular, l'economia japonesa no va créixer de manera significativa durant el decenni de 1990, situació revertida el 2003, però l'economia va entrar en recessió 3 vegades des de 2008. Una forta caiguda de les inversions de les empreses, a més de la retracció de la demanda mundial per productes exportats pel país a la fi del 2008 van portar a una recessió. El govern va estimular l'economia entre els anys 2009 i 2010, però un fort terratrèmol de magnitud 9.0 seguit per un tsunami el 2011 va interrompre la producció industrial. L'economia es va recuperar durant els 2 anys següents al terratrèmol, però la reconstrucció en la regió de Tohoku hi ha estat desigual.
Es pot afirmar que l'economia japonesa ha estat sense cap dubte el fenomen econòmic de la segona meitat del segle xx. Aquest èxit va ser el resultat d'un control exhaustiu de les importacions, una inversió molt elevada a l'interior i una política d'exportació molt agressiva dirigida pel poderós Ministeri de Comerç Internacional i Indústria. El resultat és un Producte Interior Brut de més de 5 bilions de dòlars nord-americans i una balança comercial positiva de més de 100.000 milions de dòlars. Tot i així, el deute nacional d'aquest estat va créixer molt significativament al llarg de la dècada de 2010, situant-se el 2019 com l'economia capdavantera mundial en deute nacional respecte el producte interior brut, amb una xifra del 238% (més de sis cops que el deute d'Andorra o gairebé tres cops el d'Espanya).